# Première guerre anglo-néerlandaise
Batailles
- Douvres
- Plymouth
- Elbe
- Kentish Knock
- Dungeness
- Portland
- Livourne
- Gabbard
- Schéveningue

La première guerre anglo-néerlandaise (1652-1654), appelée « première guerre néerlandaise » en Angleterre et « première guerre anglaise » aux Pays-Bas, est la première des quatre guerres anglo-néerlandaises. Elle se déroule entièrement sur mer entre les navires du Commonwealth d'Angleterre et ceux des Provinces-Unies.
Trouvant son origine dans des différends commerciaux, la guerre débute par des attaques de navires marchands, pour tourner rapidement aux grandes batailles navales. La marine anglaise y gagne la suprématie des mers autour de l'Angleterre et oblige les Néerlandais à accepter le monopole anglais sur le commerce des colonies britanniques.

## Prélude
Au XVIe siècle, les deux pays, étroitement associés contre les Habsbourg, défirent l’Invincible Armada espagnole. L’Angleterre soutenait les Néerlandais dans la guerre de Quatre-Vingts Ans par de l’argent et des troupes. Pour coordonner l’effort de guerre, un Anglais était au gouvernement néerlandais.

### Les Pays-Bas lèvent le pied après la paix de 1648
Les deux alliés se divisèrent en 1648, à la fin de la guerre de Trente Ans. Les Pays-Bas, désormais en paix avec l’Espagne, commercent avec elle plutôt qu'avec l'Angleterre, grâce à leur flotte marchande dépassant celles de tous les autres pays réunis. L’annexion d'une partie des possessions portugaises des Indes leur ouvrit le marché des épices.
La victoire décisive sur la flotte espagnole d’invasion à la bataille des Dunes en 1639 avait donnée la suprématie à la flotte néerlandaise.  Le besoin de grands navires de guerre diminue, bien que des navires plus petits soient toujours nécessaires pour le service de convoi, en particulier vers la Méditerranée, les Indes orientales et plus tard vers les Caraïbes. Les Amirautés néerlandaises, financièrement épuisées, ont laissé leurs escadres, et en particulier leurs principaux navires de guerre devenus moins utiles, se détériorer. En 1652, une cinquantaine de vaisseaux seulement sont en état de naviguer.

### Les succès qui grisent la marine anglaise
La Royal Navy bénéficia de lourds investissements précédant les Actes de Navigation. Victorieuse de la guerre civile anglaise, elle fut la fierté de la New Model Army d’Oliver Cromwell dans les guerres contre l’Écosse et l’Irlande. Les succès s'enchaînèrent :
- elle réussit le blocus de la flotte royaliste du Prince Rupert à Lisbonne ;
- le 24 septembre 1650, l’amiral Robert Blake défit le Portugal lors d’une violente tempête ; il coula le vice-amiral portugais, raflant plusieurs navires et obligeant le Portugal à cesser de protéger le Prince Rupert ;
- en 1651, les forteresses royalistes des îles Scilly, de l’île de Man et des îles Anglo-Normandes tombaient ;
- en 1652, le général George Ayscue reconquit les possessions anglaises des Caraïbes et d’Amérique du Nord. Le financement de la marine anglaise était assuré par une loi du 10 novembre 1650 imposant 15 % de taxe sur les navires marchands, permettant leur protection.

## L’origine et le début du conflit
Le soutien français aux royalistes anglais amena le Commonwealth de l'Angleterre à dresser des lettres de représailles contre les navires français, autorisant même le contrôle des navires neutres, pour la plupart néerlandais. Le premier des Navigation Acts, en octobre 1651, réserva l'importation aux navires anglais ou du pays d’origine de la marchandise. Ce fut souvent le prétexte pour s’emparer de navires néerlandais.
Fin 1651, George Ayscue, venu mater l’île royaliste de la Barbade, capture vingt-sept navires néerlandais de commerce, accusés de violer l'embargo. La mort du stadhouder (gouverneur) de Hollande Guillaume II soumet ensuite la politique extérieure des Provinces-Unies, aux intérêts commerciaux d’Amsterdam et de Rotterdam. Les États-généraux néerlandais décident le 3 mars 1652 de renforcer la flotte de guerre en réquisitionnant cent cinquante navires marchands.
La nouvelle parvint à Londres le 12 mars 1652. Le Commonwealth commença également à préparer la guerre, mais comme aucune des deux nations n’était prête, la guerre aurait pu être différée sans la rencontre inopinée des flottes de l’amiral néerlandais Maarten Tromp et du général Robert Blake dans la Manche, non loin de Douvres, le 29 mai 1652.
Oliver Cromwell avait décrété que toutes les flottes étrangères en Manche et mer du Nord devaient le salut au pavillon anglais. Tromp refusa, Blake ouvrit le feu, lançant la brève bataille des Sables de Goodwin, où Tromp perdit deux bateaux.

## La guerre
La guerre est déclarée le 10 juillet 1652. Les Néerlandais réalisent ce qui est en jeu ; un des ambassadeurs en partance déclara : « Les Anglais se préparent à attaquer une montagne d’or ; nous, nous préparons à attaquer une montagne de fer ».
Pendant les premiers mois, les Anglais attaquèrent les convois néerlandais. Blake est envoyé avec soixante navires pour perturber les activités de pêche en mer du Nord et les échanges néerlandais dans la Baltique, laissant Ayscue avec une petite flotte pour garder la Manche. Le 12 juillet 1652, Ayscue intercepta un convoi néerlandais revenant du Portugal, il captura sept navires de commerce et en détruisit trois. Tromp réunit une flotte de quatre-vingt seize navires pour attaquer Ayscue mais des vents de sud la maintinrent en mer du Nord. Se retournant vers le nord pour poursuivre Blake, Tromp rencontra la flotte anglaise devant les Shetland mais une tempête dispersa ses navires et l’affrontement n’eut pas lieu. Le 26 août 1652, Ayscue attaqua un convoi néerlandais commandé par l’amiral Michiel de Ruyter mais il fut battu à la bataille de Plymouth et relevé de son commandement.
Tromp fut aussi suspendu après l’échec des Shetland, et l’amiral Witte de With prit le commandement. Le convoi néerlandais sortit sain et sauf de l’attaque anglaise, de With vit alors une occasion de concentrer ses forces et gagner le contrôle des mers. À la bataille de Kentish Knock, le 8 octobre 1652, les Néerlandais attaquèrent la flotte anglaise devant l’embouchure de la Tamise, mais ils durent battre en retraite après de sévères pertes. Le Parlement anglais, pensant les Néerlandais proche de la défaite, envoya vingt vaisseaux pour renforcer ses positions dans la Méditerranée. Cette division des forces ne laissa à Blake que quarante deux vaisseaux en novembre, tandis que les Néerlandais s’efforcent de renforcer leur flotte. Ceci conduisit aux défaites anglaises de la bataille de Dungeness en décembre et de la bataille de Livourne au début de 1653. Les Néerlandais ont alors le contrôle de la Manche, de la mer du Nord et de la Méditerranée, pendant que les vaisseaux anglais sont bloqués dans les ports.
En dépit de ses succès, la République des Provinces-Unies était mal préparée pour une guerre navale. L’enrôlement était interdit, des sommes énormes devaient être dépensées pour attirer assez de marins. Pour rendre les choses plus difficiles, une controverse politique éclata sur la marche à suivre : la flotte néerlandaise devait-elle être renforcée ou fallait-il prendre des mesures défensives contre une invasion terrestre ? Incapables de venir en aide à toutes leurs colonies, ils laissèrent les Portugais reprendre le contrôle du Brésil.
Pendant l’hiver 1652-1653, l’Angleterre répara ses navires et renforça ses positions. Blake rédigea son Sailing and Fighting Instructions (Instructions pour la navigation et le combat), une révision importante des tactiques navales contenant la première description de la ligne de bataille. En février 1653, les Anglais étaient prêts à affronter les Néerlandais, et après les trois jours de la bataille de Portland en mars, et les deux jours de la bataille de Gabbard en juin, reconduisirent les Néerlandais dans leurs ports.
La bataille de Scheveningen en août fut la dernière de la guerre. Les Néerlandais essayèrent de briser le blocus anglais, mais après des combats qui occasionnèrent de lourdes pertes dans les deux camps, ils se réfugièrent sur l’île de Texel, laissant aux Anglais le contrôle des mers. La nouvelle de la mort de Tromp, au début de la bataille, porta un coup fatal au moral des Néerlandais, qui mirent fin à la guerre. Des sentiments semblables surgirent en Angleterre après qu’Oliver Cromwell dissout le Parlement, d'abord favorable à la guerre mais qui s'y opposa très vite.
Les prises des corsaires zélandais, frisons et hollandais durant la guerre (environ mille deux cents navires de commerce) équivalent au double de l’ensemble de flotte marchande de mer d’Angleterre, ce qui précipita Cromwell à rapidement conclure la paix.

## Les conséquences
Les négociations débouchèrent le 5 avril 1654 sur la signature du traité de Westminster : les Néerlandais reconnaissent le Commonwealth et acceptent le Navigation Acts. Une annexe secrète, l’Act d'Exclusion, interdit au fils du Stathouder, le futur Guillaume III, la succession de son père Guillaume II. Pour les orangistes, cette clause, révélée plus tard, résultait des manigances républicaines de Johan de Witt, mais rien ne prouve qu'il l'ait demandée.
Les rivalités commerciales n’étaient pas pour autant résolues. Les hostilités se poursuivirent entre compagnies de commerce néerlandaises, telles que la célèbre Compagnie néerlandaise des Indes orientales, et anglaises, qui armèrent leurs propres vaisseaux en guerre dans les colonies. Les Néerlandais entamèrent un important programme de construction de vaisseaux de ligne. La deuxième guerre anglo-néerlandaise était proche.